# Morti nel 1983/Senza giorno specificato
| Questa pagina contiene informazioni ricavate automaticamente dalle voci biografiche con l'ausilio del template Bio e di un bot. L'aggiornamento è periodico e automatico e ricostruisce completamente la pagina. Se manca una persona in questa lista, sei pregato di non aggiungerla, ma accertati piuttosto che la sua voce biografica contenga il template Bio e che i dati anagrafici siano correttamente compilati. Se il template Bio manca, inseriscilo tu stesso o, in alternativa, metti l'avviso {{tmp\|Bio}} che ne segnala la mancanza. Se i dati riportati sono sbagliati, correggi direttamente la voce biografica; le modifiche saranno visibili in questa lista entro pochi giorni. Per chiarimenti vedi il progetto biografie. La lista contiene solo le 63 persone che sono citate nell'enciclopedia e per le quali è stato implementato correttamente il template Bio. Pagina aggiornata al 3 mar 2024. |

- Daniele Amfitheatrof, direttore d'orchestra russo (n. 1901)
- Pietro Aymo, ciclista su strada italiano (n. 1892)
- Massimo Binazzi, commediografo e regista teatrale italiano (n. 1922)
- Jack Bracelin, sacerdote britannico
- Giovanna Caracciolo, stilista italiana (n. 1910)
- Luigi Carrel, alpinista italiano (n. 1901)
- Giovanni Casula, generale italiano (n. 1890)
- Rodolfo Ceccaroni, ceramista, scultore e pittore italiano (n. 1891)
- Adelasia Cocco, medica italiana (n. 1885)
- Mario D'Agostino, pittore italiano (n. 1918)
- Emanuele De Giorgio, pittore e incisore italiano (n. 1916)
- Arpad De Riso, sceneggiatore italiano (n. 1909)
- Francesco Paolo De Rosalia, calciatore italiano (n. 1914)
- Silvio Di Gennaro, calciatore e allenatore di calcio italiano (n. 1919)
- Augusto Antonio Dirani, pittore italiano (n. 1897)
- Wallace Klippert Ferguson, storico canadese (n. 1902)
- Mino Fiocchi, architetto italiano (n. 1893)
- Aldo Fiorelli, attore italiano (n. 1915)
- Il'ja Florent'evič Florov, ingegnere aeronautico e ufficiale sovietico (n. 1908)
- Leonardo Foderà, architetto italiano (n. 1914)
- Luchino Franciosa, scrittore e geografo italiano (n. 1887)
- Olindo Galli, politico, calciatore e allenatore di calcio italiano (n. 1900)
- Lorenzo Gigli, artista, pittore e incisore italiano (n. 1896)
- Alberto Giombini, militare, politico e vigile del fuoco italiano (n. 1898)
- Giobbe Giopp, antifascista e ingegnere italiano (n. 1902)
- Pier Filippo Gomez Homen, politico italiano (n. 1903)
- Radvilas Kasimiras Gorauskas, cestista brasiliano (n. 1941)
- Josep Granyer, scultore spagnolo (n. 1899)
- Tómas Guðmundsson, poeta e saggista islandese (n. 1901)
- Norman Heath, calciatore inglese (n. 1924)
- Giovanni Imperiali, generale italiano (n. 1890)
- Zenith Jones Brown, scrittrice britannica (n. 1898)
- Vasilij Kolpakov, cestista sovietico (n. 1919)
- Francesco Krivec, fotografo italiano (n. 1907)
- Cesare Lampronti, pittore italiano (n. 1909)
- John A. Larson, psichiatra e inventore statunitense (n. 1892)
- Domenico Marchetti, agronomo italiano (n. 1903)
- Edmundo Maristany, astronomo argentino (n. 1895)
- Rodolfo Marán, calciatore uruguaiano (n. 1897)
- Moshe Menuhin, scrittore russo (n. 1893)
- Alessandro Mettimano, generale e aviatore italiano (n. 1920)
- Giorgio Monaco, archeologo italiano (n. 1907)
- Luigi Navone, scultore italiano (n. 1910)
- Hans Neuburg, critico d'arte e designer svizzero (n. 1904)
- Marino Ortolani, medico italiano (n. 1904)
- Edvige Pesce Gorini, poetessa italiana (n. 1890)
- María Carmen Portela, incisore e scultrice argentina (n. 1898)
- Carlo Raffo, rugbista a 15 italiano (n. 1905)
- Arthur Reinmann, sollevatore svizzero (n. 1901)
- Cesare Rivelli, giornalista, conduttore radiofonico e sceneggiatore italiano (n. 1906)
- Piero Rossi, scrittore, alpinista e fotografo italiano (n. 1930)
- Karandaš, circense sovietico (n. 1901)
- Innocenzo Sabbatini, architetto italiano (n. 1891)
- Wilfred Shingleton, scenografo britannico (n. 1914)
- Daisy Speranza, tennista francese (n. 1890)
- Karl Steinbach, pallanuotista austriaco (n. 1909)
- Charles Thomas, politico statunitense (n. 1897)
- Jaqueline Tyrwhitt, architetto inglese (n. 1905)
- Napoleone Valvola, cestista italiano (n. 1909)
- Edna May Weick, attrice statunitense (n. 1905)
- Georgios Zervinis, lottatore greco (n. 1905)
- Nolasc del Molar, religioso spagnolo (n. 1902)
- Panait Sarbu, ginecologo rumeno (n. 1914)